# Plegaria fúnebre
«Kaddish» es el decimoquinto episodio de la cuarta temporada de la serie de televisión estadounidense de ciencia ficción The X-Files. Fue escrito por el productor Howard Gordon y dirigido por Kim Manners. El episodio se emitió originalmente en la cadena Fox el 16 de febrero de 1997. El episodio es una historia del «monstruo de la semana», una trama independiente sin conexión con la amplia mitología o historia general de la serie. El episodio recibió una calificación Nielsen de 10,3 y fue visto por 16,56 millones de espectadores. Recibió críticas moderadamente positivas de los críticos.
El programa se centra en los agentes especiales del FBI Fox Mulder (David Duchovny) y Dana Scully (Gillian Anderson) que trabajan en casos relacionados con lo paranormal, llamados expedientes X. En el episodio, Isaac Luria (Harrison Coe), un hombre judío, es asesinado por un grupo de adolescentes que trabajan para el dueño de una tienda racista. Sin embargo, uno de los asaltantes pronto muere estrangulado y las huellas dactilares en su cuello son de Isaac. A pesar de otros factores, Mulder se convence de que un gólem intenta vengar el asesinato de Isaac.
«Kaddish» fue escrito por Gordon debido a su fascinación por la leyenda del Gólem de la Cábala. Originalmente, el guion requería que el antagonista fuera un personaje afroamericano «como Louis Farrakhan», pero a Fox le preocupaba que la creciente popularidad del programa entre los espectadores negros se viera dañada por esto, y Gordon accedió a convertir a los villanos en, según sus palabras, «neonazis caricaturescos». Gastown, Vancouver sirvió para muchas de las tomas exteriores que se suponía que eran Brooklyn. Ninguna sinagoga judía alquilaría su espacio para el episodio, por lo que la Iglesia Unida de Shaughnessy Heights fue renovada para que pareciera una. Esto incluyó la redecoración completa de los bancos, la alfombra y las lámparas, así como la elaboración de un altar judío. El título del episodio es una referencia al servicio de oración de duelo judío (en hebreo: קדיש‎). «Kaddish» ha sido examinado críticamente por sus temas relacionados con el amor y el odio.

## Argumento
En Brooklyn, Nueva York, un grupo de judíos jasídicos se reúnen en un cementerio para el funeral de Isaac Luria (Harrison Coe), que había sido golpeado y muerto a tiros por una banda de tres jóvenes neonazis. Los últimos en irse son la prometida de Isaac, Ariel (Justine Miceli), y su padre, Jacob Weiss (David Groh). Durante el anochecer, una figura oscura entra en el cementerio y elabora una escultura con forma de hombre con barro.
Cuando uno de los asaltantes de Isaac es encontrado estrangulado con las huellas dactilares del muerto en su cuerpo, Fox Mulder (David Duchovny) y Dana Scully (Gillian Anderson) son llamados para investigar. Scully sugiere que el asesinato fue un acto de venganza y argumenta que la evidencia fue escenificada para parecer una venganza de ultratumba. Cuando los agentes visitan a Ariel y Jacob, su solicitud de exhumación del cuerpo de Isaac enfurece al anciano.
Mulder y Scully luego entrevistan a Curt Brunjes (Jonathan Whittaker), el propietario racista de una copistería al otro lado de la calle del mercado donde trabajaba Isaac. Mulder le dice a Brunjes que los otros dos chicos, que trabajan para Brunjes, están en peligro. Scully menciona que se está difundiendo el rumor de que Isaac se ha levantado de la tumba para vengar su muerte. Los dos chicos, que están escuchando a escondidas la conversación, están aterrorizados ante esta perspectiva.
Esa noche, los chicos excavan la tumba de Isaac y encuentran su cuerpo intacto. Mientras recuperaba herramientas del automóvil, uno de los chicos es brutalmente asesinado. A la mañana siguiente, Mulder y Scully encuentran un libro sobre misticismo judío enterrado con el cuerpo de Isaac; misteriosamente estalla en llamas. En el libro está el nombre de Jacob. Los agentes buscan a Jacob y lo encuentran en una sinagoga con el cuerpo ahorcado del último chico que queda. Aunque Jacob admite ambos asesinatos, Mulder cree que un Gólem, una criatura del misticismo judío, es el verdadero asesino.
Más tarde, Brunjes es encontrado asesinado y Mulder y Scully miran la cinta de vigilancia de la tienda. Descubren que el Gólem tiene características similares a las de Isaac. Mulder deduce que, debido a que Ariel e Isaac no se casaron oficialmente en una sinagoga judía, Ariel creó el Gólem por amor para que sirviera como sustituto de su difunto esposo. Los dos agentes llegan a la sinagoga para encontrar a Ariel y la criatura intercambiando votos matrimoniales. Después de una intensa pelea, en la que tanto Jacob como Mulder resultan heridos, Ariel declara su amor por Isaac y devuelve a la criatura al polvo.

## Producción

### Escritura
«Kaddish» fue escrito por el productor Howard Gordon, dirigido por Kim Manners, y dedicada a la memoria de Lillian Katz, la abuela de Gordon. Gordon se inspiró para escribir el episodio basado en su herencia. Señaló: «Siempre me atrajo la mitología del Gólem. Nunca habíamos lidiado con los horrores del antisemitismo y el poder de la palabra [en The X-Files]. Y como soy judío, era algo realmente convincente para mí personalmente».
La idea de crear una historia centrada en un Gólem, sin embargo, había sido propuesta varias veces antes por «probablemente todos los escritores judíos que han pasado», según Gordon. Sin embargo, la versión única de Gordon de la historia, completa con una «base emocional», comenzó a desarrollarse después de asistir a la boda de dos de sus amigos. Durante la ceremonia, el rabino oficiante, sobreviviente del Holocausto, usó una verdadera reliquia judía: el anillo comunal que finalmente apareció en el episodio. El anillo inspiró a Gordon a escribir una historia «como Romeo y Julieta» que giraba en torno al poder del amor y el poderoso deseo de traer de vuelta a los seres queridos de entre los muertos. Como tal, el título del episodio es una referencia al servicio de oración de duelo judío.
La versión original del guion de Gordon requería que tanto los protagonistas como los antagonistas fueran afroamericanos, y que el protagonista principal fuera un personaje «similar a Louis Farrakhan». Gordon luego reescribió el guion porque se dio cuenta de que «el antisemitismo negro es un tema muy sutil y difícil y no lo que necesitaba en mi estructura dramática». Gordon quería que gran parte de su episodio se centrara en el antisemitismo, contrastando así con el tema principal del episodio sobre el amor. Para crear la propaganda de Brunjes, Gordon se acercó a la Liga Antidifamación y solicitó muestras de sus archivos. Estos artículos se reprodujeron y utilizaron más tarde en el episodio solo con «alteraciones menores».

### Reparto y caracterización
Justine Miceli, la actriz que interpretó a Ariel, basó el comportamiento afligido de su personaje en el recuerdo de la muerte de su propio padre a causa del cáncer. Aunque no es judía, Miceli fue asistida por el rabino de una amiga, quien la ayudó a aprender la pronunciación correcta de muchas de las oraciones judías utilizadas en el episodio. Gordon insistió en que no quería que Jacob Weiss fuera retratado de una manera estereotipada. Inicialmente, se sintió decepcionado cuando el actor David Groh fingió un acento yidis, por temor a que las escenas de Weiss pudieran «caer en una parodia con bastante facilidad». Gordon, sin embargo, afirmó que Groh tenía «cierta verosimilitud» y que al final fue «la elección correcta» para él tener el acento.
Muchos fanáticos en Internet esperaban que el episodio revelara si Mulder es judío o no. En el episodio, sin embargo, Mulder no puede identificar un libro judío, afirma que no sabe hebreo y bromea diciendo que Jesús regresó de entre los muertos. Cuando se le preguntó si Mulder es judío o no, Gordon dijo que no creía que lo fuera, ni que fuera «ni siquiera medio judío». Sin embargo, señaló que «hay algo en David [Duchovny] que podría ser judío o que tiene una sensibilidad judía».

### Rodaje y música

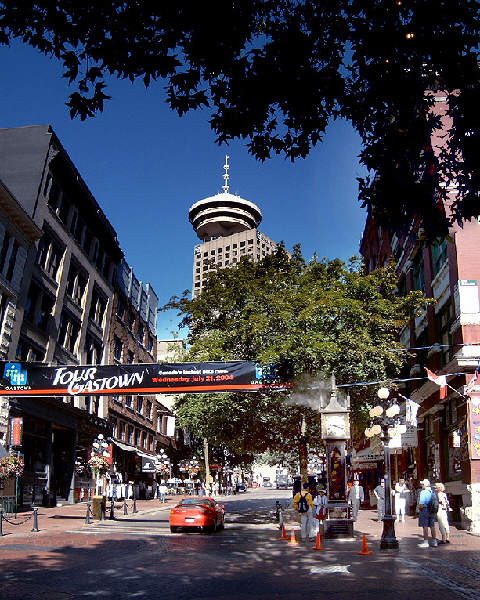
Las tomas al aire libre se filmaron en Gastown, Vancouver.

La escena del libro en llamas fue difícil de filmar, ya que los pirotecnia se negó a cooperar. David Duchovny y Gillian Anderson terminaron dedicando mucho más tiempo de producción del asignado originalmente para filmar la escena. Gastown, Vancouver—descrita como «la única zona de Vancouver que se parece remotamente a la zona residencial de Queens», sirvió para muchas de las tomas exteriores. Las tomas en el apartamento de los Weiss fueron filmadas en el Winter's Hotel. Originalmente, el equipo de producción iba a quitar el letrero de neón del hotel, pero el director Manners, en cambio, decidió «mover la cámara otros cinco pies», evitando así gastos «prohibitivos».
Ninguna de las sinagogas en el Gran Vancouver estaba dispuesta a permitir que el equipo de producción usara su espacio, por lo que las escenas en la sinagoga en realidad se filmaron en la Iglesia Unida de Shaughnessy Heights. Se eligió la iglesia porque su «interior gótico» y sus «vidrieras ... se parecían a muchas sinagogas de Nueva York». La iglesia se reservó durante dos semanas para que todo el interior pudiera ser redecorado para que pareciera un templo judío legítimo. Esto incluyó el rediseño completo de los bancos, la alfombra y las lámparas, así como la elaboración de un altar judío. Durante la construcción del altar, una traducción hebrea de los Diez Mandamientos se necesitaba, pero el asesor hebreo en el set de la serie no estaba disponible. En consecuencia, el equipo de arte, para citar al director de arte Gary Allen, «terminó fingiéndolo [es decir, el texto]».
El compositor de la serie Mark Snow presentó en gran medida «solos de clarinete, violín y violonchelo» en la partitura del episodio y admite fácilmente que «tomó prestada» la pieza Pequeña fuga en sol menor, BWV 578 de Johann Sebastian Bach. Señaló: «El objetivo era terminar en algún lugar entre una banda de Klezmer y La lista de Schindler».

## Temas
Gordon dijo que el amor es el concepto central del episodio. Aunque, en el mito del Golem, la criatura no tiene alma, Gordon se tomó «algunas libertades» con la leyenda. Quería que «Kaddish» «tratara literalmente de la resurrección». Ariel crea un reflejo imperfecto de su esposo al fabricar el Golem de barro. En esencia, ella está tratando de interpretar a Dios, un papel que Gordon luego comparó con Victor Frankenstein, el científico de la famosa novela Frankenstein o el moderno Prometeo de Mary Shelley (1823). Sin embargo, Ariel y Frankenstein difieren en que el defecto de Ariel estaba relacionado con que «amaba demasiado a [Isaac], no podía dejarlo ir, por la crueldad y la injusticia de lo que sufría». De esta manera, la motivación de Ariel para crear el Golem es «ligeramente más sesgada románticamente».
Robert Shearman y Lars Pearson, en su libro Wanting to Believe: A Critical Guide to The X-Files, Millennium & The Lone Gunmen, analizaron la interpretación de Gordon del racismo y el antisemitismo. Escribieron que Gordon «hace [un] punto muy convincente» cuando argumenta que los traficantes de odio como Carl Brunjes, que odian abiertamente a otras culturas pero nunca las lastimarían personalmente, son «tan culpables» como las personas abiertamente violentas, como los «tres matones nazis que golpean y disparan a un hombre indefenso».

## Emisión y recepción
«Kaddish» originally se emitió originalmente en la cadena Fox el 16 de febrero de 1997. Este episodio obtuvo una calificación Nielsen de 10,3, con una participación de 15, lo que significa que aproximadamente el 10,3 por ciento de todos los hogares equipados con televisión y el 15 por ciento de los hogares que miraban televisión sintonizaron el episodio. Fue visto por 16,56 millones de espectadores.
El episodio recibió críticas moderadamente positivas de los críticos de televisión. Andy Meisler, en su libro I Want to Believe: The Official Guide to the X-Files Volume 3, calificó el episodio como «uno de los mejores episodios no mitológicos de la cuarta temporada» debido a su «integración perfecta del desarrollo de personajes, comentarios sociales y lo sobrenatural». Juliette Harrisson de Den of Geek nombró a «Kaddish» como el mejor episodio independiente de la cuarta temporada y calificó su concepto como «absolutamente real y completamente trágico» a pesar de ser «altamente fantástico». Zack Handlen de The A.V. Club calificó el episodio como «B+», opinando que, si bien era «el tipo de episodio que funciona mejor si lo disfrutas por su estilo y presentación sin quedar demasiado atrapado en el guión», se sintió «apropiado». Sin embargo, Handlen criticó la caracterización de Scully en el episodio, señalando que sus contraargumentos científicos «se estaban volviendo menos acerca de aplicar el sentido común a la locura, y más simplemente discutir por discutir».
Shearman y Pearson otorgaron al episodio tres estrellas de cinco y lo llamaron «uno de los mejores [de Gordon]». Además, los dos elogiaron muchos aspectos del guion, particularmente la «ira real» que hizo del episodio «algo especial». A pesar de esto, sintieron que la trama «no ofrecía nada inesperado» y que su posición, después de la revelación de que Scully tiene cáncer en «Leonard Betts» hizo que pareciera «como si estuviera engañando sobre las consecuencias de la enfermedad de Scully». Paula Vitaris de Cinefantastique le dio al episodio una crítica positiva y le otorgó tres estrellas de cuatro.  Vitaris citó la desintegración del Golem como «un leitmotiv, un recordatorio de la muerte, una hermosa manera de traducir en términos visuales la profundidad del dolor de Ariel».